# Парламентские выборы в Камбодже (2018)
Парламентские выборы 2018 года в Камбодже прошли 29 июля. Были избраны 125 членов Национальной ассмаблеи, нижней палаты Парламента Камбоджи. В выборах принимали участие 20 партий, а в парламент прошла только правящая.

## Предыстория
Предыдущие выборы 28 июля 2013 года ознаменовались четвёртой последовательной победой Народной партии Камбоджи (НПК), взявшей 68 мест в парламенте, и оппозиционной Партии национального спасения Камбоджи (ПНСК), получившей остальные 55 мест. Несмотря на относительный успех, оппозиция не признала результаты и обвинила правящую партию в подтасовках. В результате ПНСК бойкотировала парламент в сентябре 2013 года и решила не принимать депутатские мандаты до кардинальной избирательной реформы. Спорные результаты выборов привели к началу широкомасштабных антиправительственных протестов.
10 апреля 2014 года премьер-министр Хун Сен согласился провести выборы в первой половине 2018 года. Однако оппозиция отклонила предложение и заявила, что выборы должны быть проведены в 2015 или середине 2016 года. 22 июля 2014 года оппозиция согласилась занять свои места в парламенте и политический кризис формально закончился. Следующие выборы решено было провести в 2018 году. По состоянию на ноябрь 2015 года, Саму Рейнгси запрещается оспаривать выборы в 2018 году, будучи лишёнными парламентского иммунитета и возможности вернуться в Камбоджу. Его просьба о королевском помиловании была заблокирована премьер-министром Хун Сеном. В декабре 2016 года заместитель Рэйнси Кем Сокха заменил его в качестве лидера меньшинства.
11 февраля 2017 года Сам Рейнгси объявил о своей отставке в качестве председателя Партии национального спасения Камбоджи и был заменён его заместителем Кем Сокхой. 3 сентября Сокха был арестован и обвинен в «государственной измене». Ещё одним актом репрессий со стороны правительства стало закрытие газеты «Cambodia Daily». 16 ноября 2017 года оппозиционная ПНСК была распущена. Таким образом, была устранена любая угроза дальнейшему правлению НПК и Хун Сена. Места оппозиции в парламенте были распределены между тремя другими силами.

## Результаты
| Партия                                                                                     | Партия                                                         | Голосов   | %     | Мест | +/- |
| ------------------------------------------------------------------------------------------ | -------------------------------------------------------------- | --------- | ----- | ---- | --- |
|                                                                                            | Народная партия Камбоджи                                       | 4 889 113 | 76,85 | 125  | +57 |
|                                                                                            | ФУНСИНПЕК                                                      | 374 510   | 5,89  | 0    | 0   |
|                                                                                            | Лига за демократию                                             | 309 364   | 4,86  | 0    | 0   |
|                                                                                            | Кхмерская партия победы                                        | 212 869   | 3,35  | 0    | New |
|                                                                                            | Кхмерская национальная объединённая партия                     | 99 377    | 1,56  | 0    | New |
|                                                                                            | Массовая демократическая партия                                | 70 567    | 1,11  | 0    | New |
|                                                                                            | Социал-демократическая партия Улей                             | 56 024    | 0,88  | 0    | New |
|                                                                                            | Кхмерская партия борьбы с бедностью                            | 55 298    | 0,87  | 0    | 0   |
|                                                                                            | Кхмерская объединённая партия                                  | 48 785    | 0,77  | 0    | New |
|                                                                                            | Партия Камбоджийской нации                                     | 45 370    | 0,71  | 0    | 0   |
|                                                                                            | Кхмерская республиканская партия                               | 41 631    | 0,65  | 0    | New |
|                                                                                            | Камбоджийская молодёжная партия                                | 39 333    | 0,62  | 0    | New |
|                                                                                            | Партия Дхармы                                                  | 29 060    | 0,46  | 0    | New |
|                                                                                            | Кхмерская партия экономического развития                       | 23 255    | 0,37  | 0    | 0   |
|                                                                                            | Партия кхмерского подъём                                       | 22 002    | 0,35  | 0    | New |
|                                                                                            | Партия Понли Темей                                             | 13 509    | 0,21  | 0    | New |
|                                                                                            | Камбоджия Партия народной демократии коренных народов Камбоджи | 10 197    | 0,16  | 0    | New |
|                                                                                            | Партия нашей Родины                                            | 9174      | 0,14  | 0    | New |
|                                                                                            | Демократическая республиканская партия                         | 8591      | 0,14  | 0    | 0   |
|                                                                                            | Партия Риксми Кхемара                                          | 4212      | 0,07  | 0    | New |
| Недействительные голоса                                                                    | Недействительные голоса                                        | 594 659   | -     | -    | -   |
| Всего                                                                                      | Всего                                                          | 6 956 900 | 100   | 125  | +2  |
| Избирателей/Явка                                                                           | Избирателей/Явка                                               | 8 380 217 | 83,02 | -    | -   |
| Источник: National Election Committee Архивная копия от 15 августа 2018 на Wayback Machine |                                                                |           |       |      |     |

## Критика
Легитимность выборов 2018 года ставится под сомнение различными государствами, организациями и СМИ. Было зафиксировано рекордное количество недействительных избирательных бюллетеней: 8,6 % от общего числа проголосовавших. Это больше, чем результаты, полученные любой другой политической партией, кроме НПК. Австралия, Канада, Европейский союз и Соединённые Штаты, не признали результаты выборов и пригрозили наложить санкции на правительство Хун Сена. Китай, Филиппины, Лаос и Таиланд были среди стран, которые поздравили НПК с победой. Между тем бывшая оппозиционная Партия национального спасения Камбоджи обвинила Национальную избирательную комиссию в том, что она вводит в заблуждение население страны относительно количества явки избирателей.